# Licinius Granius
 (juin 2025).
 (mai 2025).
La mise en forme du texte ne suit pas les recommandations de Wikipédia : il faut le « wikifier ».
Les points d'amélioration suivants sont les cas les plus fréquents. Le détail des points à revoir est peut-être précisé sur la page de discussion.
- Les titres sont pré-formatés par le logiciel. Ils ne sont ni en capitales, ni en gras.
- Le texte ne doit pas être écrit en capitales (les noms de famille non plus), ni en gras, ni en italique, ni en « petit »…
- Le gras n'est utilisé que pour surligner le titre de l'article dans l'introduction, une seule fois.
- L'italique est rarement utilisé : mots en langue étrangère, titres d'œuvres, noms de bateaux, etc.
- Les citations ne sont pas en italique mais en corps de texte normal. Elles sont entourées par des guillemets français : « et ».
- Les listes à puces sont à éviter, des paragraphes rédigés étant largement préférés. Les tableaux sont à réserver à la présentation de données structurées (résultats, etc.).
- Les appels de note de bas de page (petits chiffres en exposant, introduits par l'outil «  Source ») sont à placer entre la fin de phrase et le point final[comme ça].
- Les liens internes (vers d'autres articles de Wikipédia) sont à choisir avec parcimonie. Créez des liens vers des articles approfondissant le sujet. Les termes génériques sans rapport avec le sujet sont à éviter, ainsi que les répétitions de liens vers un même terme.
- Les liens externes sont à placer uniquement dans une section « Liens externes », à la fin de l'article. Ces liens sont à choisir avec parcimonie suivant les règles définies. Si un lien sert de source à l'article, son insertion dans le texte est à faire par les notes de bas de page.
- La présentation des références doit suivre les conventions bibliographiques. Il est recommandé d'utiliser les modèles {{Ouvrage}}, {{Chapitre}}, {{Article}}, {{Lien web}} et/ou {{Bibliographie}}. Le mode d'édition visuel peut mettre en forme automatiquement les références.
- Insérer une infobox (cadre d'informations à droite) n'est pas obligatoire pour parachever la mise en page.

Pour une aide détaillée, merci de consulter Aide:Wikification.
Si vous pensez que ces points ont été résolus, vous pouvez retirer ce bandeau et améliorer la mise en forme d'un autre article.

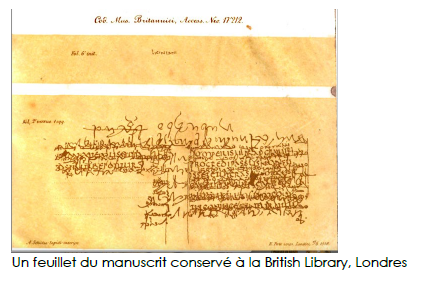

Granius Licinius est un historien romain du IIe siècle apr. J.-C., son activité semble être attestée sous le règne des empereurs Hadrien et Antonin [le pieux].
La datation précise de sa vie reste incertaine. 
Ses écrits en latin ont été découverts en 1853 sur un palimpseste dit Add n°17212, folio 1-8, et 10-13; conservé au British Muséum. Ce manuscrit semble provenir d'un monastère égyptien dédié à Marie.
Ce manuscrit, découvert en 1853, est difficile à lire, car il se présente comme un « double palimpseste » : une copie du Ve siècle a été en partie effacée au VIIe siècle par un traité de grammaire en lettres cursives « africaines », puis de nouveau surchargée, aux IXe – Xe siècle par l'inclusion d'une traduction en syriaque d'homélies de Jean Chrysostome. Malheureusement ce document déjà fort délabré à sa découverte, a été déchiffré par les savants George et Karl Pertz, en utilisant une méthode chimique trop invasive, qui a ensuite causé des dommages au manuscrit.

## Biographie
Connu avant tout comme un historien et amateur de curiosités romaines, dite « archélogiques ». 
Cité seulement par Macrobe (Sat. 1,16.30) et Servius (Aen Comm 1,737) dans son commentaire virgilien, Granius Licinius semble être un érudit actif à l'époque d'Hadrien.

### Influence exercée et originalité de Granius
Il est possible de déceler que cet historien semble se réclamer de Fronton (grammairien), son contemporain en transposant le principe de l'histoire dite utilitaire, que prônait le Maitre de l'empereur Marc Aurèle. Soit la collecte de faits dits " archéologiques" de realia (à la mode à l'époque antonine), mais dans un contexte républicain romain qu'aurait désavoué Fronton . Car il s'agissait d'une époque historique choisie dans son récit par Granius, qu'il jugeait cependant secondaire.
Par exemple, selon lui, Salluste ne doit pas être lu comme un historien, mais comme un orateur. Il semble faire état d'un jugement défavorable sur le style de Salluste, que partageait singulièrement Fronton.
Les fragments du palimpeste Brit Mus ads MS 17212, dépeignent Gracianius comme une historien plutôt scrupuleux, et concret, soucieux de précisions par endroit.

## Histoire
Granius a compilé un rapide épitomé en 40 livres de l'histoire romaine, s'appuyant principalement sur Tite-Live et Salluste, qui s'étendait sur au moins 36 livres, riches en anecdotes et en détails légendaires. Seules des parties fragmentaires des livres XXVI, XXVIII, XXXIII, XXXV-XXXVI, de 163 à 78 av. J.-C., subsistent dans un palimpseste. Plus précisément, les fragments retrouvés mentionnent des événements de 165, 105 87 et 78 av. J.-C.
Cet ouvrage semblait s'étendre dans son récit depuis les origines anciennes de Rome jusqu'à l'époque de Jules César.
Granius Licinianus reflète l'évolution de la pensée historique autour du IIe siècle, avec une tendance pour l'expression d'opinions assez claires, et ce, malgré le caractère un peu romancé parfois de son œuvre.
Il tente d'offrir un vision de l'Histoire assez sobre, mais se voulant divertissante, à la manière de l'érudition qui avait cours à son époque sous les empereurs dits Antonins.
Si Granius reste ancré dans l'histoire politique romaine, sa perspective par endroits (ne pas oublier qu'on possède de lui que des fragments ce qui empêche une vision globale de son œuvre), englobe une narration détaillant aussi les infrastructures économiques, territoriales, et militaires romaines (avec le souci de détails sur les termes techniques militaires notamment). son analyse de la crise républicaine intègre des paramètres plus fiscaux (reforme de portoria), logistiques (ravitaillement des armées), et cadastraux (centuriations syllaniennes). cette approche semble faire de lui un historien de coloration plus économique et social.
Un analyse plus récente des fragments de son histoire par Guillaume DELACHAPELLE, révèle que Granius ne se contentait pas des seules sources écrites, mais verifiait en partie leur validité par l'observation des indices materiels sur l'espace romain.
cela semble être une méthode historique assez peu courante pour l'époque, plus attachée a la seule tradition littéraire de l'Histoire.
la recherche récente semble pouvoir permettre de mieux percevoir l'originalité de cet historien dit " mineur" de l'époque antonine. Granius applique à l'histoire républicaine son souci du détail concret.
Granius a également écrit des Cenae Suae, un ouvrage encyclopédique à vocation antiquaire à la manière d'Aulus Gellius.

### apport du texte de Licinius Granius à l'histoire des cadastres romains
l'examen de certains fragments de l'histoire de Granius permet désormais de mieux nous représenter les paysages antiques.
En effet le projet Ager Campanus de l'Université de Naples, a pu utiliser cette source pour réinterpréter d'une meilleure manière les traces de centuriation syllanienne près de Capoue 
et permettre aussi de mieux reconstituer le paysage antique .
Le fragment 35.2-3  décrit la limitatio (bornage) des terres confisquées par Sylla en 82 av JC. Granius note en effet des détails ignorés par Appien ou Cicéron : "agros per centurias divisit [...] terminosque lapideos cum titulis posuit"
(traduction il divisa les terres en Centuries (...) et posa des bornes de pierre avec inscriptions) Certaines bornes syllaniennes déposés par des commissaires agraires, ont bien été depuis retrouvées près de Capoue portent des inscriptions cohérentes avec le récit de Licinus Granius (ex CIL x 3826); cette méthode de répartition de l'espace est par ailleurs bien décrit, bien plus tard par Hygin le Gromatique dans son ouvrage de limitibus. De son coté l'historien Appien confirme bien une politique de confiscation des terres à l'époque Syllanienne, dans un contexte de conflit de propriété.
Licinius Granius aurait pu ainsi consulter des archives des commissaires agraires romains -comme le suggère le chercheur Guillaule DELACHAPELLE- dans le but de montrer le caractère systématique des confiscations syllaniennes (en contraste avec les réformes augustéennes). Cependant ce témoignage de l'histoire ne peut pas pour l'instant être généralisé a l'ensemble des terres des citoyens romains dans l'Empire, mais ne s'applique de manière avérée qu'a la Campanie.
Cette information historique que notre historien est le seul a mentionner si explicitement, confirme ainsi indirectement que la politique agraire de Sylla a bien préfiguré celle plus tard de l'Empereur Auguste.
Cette information permet de mieux reconsidérer l'histoire sociale et économique de l'époque républicaine romaine.